# Prázdniny na Zemi
Prázdniny na Zemi je konceptuální album skupiny Olympic z roku 1980. Jde o šesté řadové album skupiny a o první část trilogie, na kterou volně navazují alba Ulice z roku 1981 a Laboratoř z roku 1984. Autorem hudby a aranží je Petr Janda, texty napsal Zdeněk Rytíř. Základním a spojujícím tématem písní je ekologie a obecný vztah člověka k životnímu prostředí a okolnímu světu.

## Písně
1. "Přílet"
2. "Kraj, odkud odletěli ptáci (Ptáci)"
3. "Co všechno se tu může stát (Voda)"
4. "Nechoď dál! (Město)"
5. "Strom"
6. "Vzdálenosti (Země)"
7. "Rezervace motýlů"
8. "To nic, to jen vzduch (Vzduch)"
9. "Návrat"

## Obsazení
- Petr Janda – elektrické a akustické kytary, zpěv
- Miroslav Berka – klávesové nástroje
- Milan Broum – basová kytara, vokály
- Petr Hejduk – bicí nástroje, vokály

## Zajímavost
Album má svou anglickojazyčnou verzi. „Holidays On Earth“ (vyšlo v roce 1980). Na stejnou hudbu byly anglicky otextovány všechny písně.